# Helen Sjöholm
Helen Sjöholm, nome completo Marie Helen Sjöholm Granditsky (Sköns, 10 luglio 1970), è una cantante e attrice svedese.
È una delle cantanti più famose ed amate in Svezia grazie al musical Kristina från Duvemåla.

## Dall'infanzia al 2000
Prima di 3 fratelli, Helen nacque a Sköns nella contea di Västernorrland, comune di Sundsvall; ben presto dimostrò grandi capacità canore: già in tenera età faceva parte di vari cori con i quali si esibiva in varie Chiese e dintorni e lavorava anche con un direttore d'orchestra chiamato Kjell Lönnå. A fine anni ottanta si divertiva ad accompagnare in tour una band chiamata "Just For Fun".
Helen debuttò come attrice nel musical "Trollkarlen från Oz", interpretando Dorothy; il successo arrivò cinque anni più tardi, con un musical di Benny Andersson e Björn Ulvaeus, "Kristina från Duvemåla". Helen interpretò l'omonima protagonista e partecipò ad esso per tutti e quattro gli anni successivi, durante tutta l'esecuzione del musical. Il Minneapolis Star and Tribune descrisse l'interpretazione di Helen come "semplicemente straordinaria". L'intero musical ebbe molto successo, ricevendo molte critiche positive. Nonostante la sua lunghezza, le musiche di Andersson e i testi di Ulvaeus sono riusciti ad appassionare lo spettatore fino all'ultimo. Kristina från Duvemåla ricevette ben 10 minuti di standing ovation. Nel 1997, ormai conosciuta in tutta la Svezia grazie a Kristina, doppiò in lingua svedese la protagonista del film Anastasia, il primo contatto con il mondo del cinema mentre la sua prima vera apparizione sul grande schermo fu due anni più tardi, in Där regnbågen slutar di Richard Hobert; il film non riscosse particolare successo. Sempre nel 1999 Helen recitò la parte di Fantine in Les Misérables, fino al concludersi della produzione nel 2000 al Malmö Musikteater.

## Dal 2000 a oggi
Gli anni 2000 furono pieni d'impegni per Helen e segnarono il massimo successo della cantante, non solo in Svezia ma anche all'estero. La Benny Anderssons Orkester nacque nel 2001, originalmente erano 14 elementi che componevano tipica musica folk svedese, con quel pizzico di pop da parte di Andersson. Sempre in quell'anno uscì il loro primo omonimo album, contenente 14 canzoni di cui 2 cantate. Non avendo una componente femmina che avesse una voce adeguata a queste ultime 2, Benny Andersson, con suggerimento di Björn Ulvaeus, scelse Helen come ospite d'onore. L'unico singolo estratto dall'album fu Vår sista dans, canzone interpretata dalla Sjöholm, la quale restò in classifica dal 18 agosto 2001 fino al 30 marzo 2002.
Sempre nel 2002, Helen tenne una tournée in tutta la Svezia con Georg Wadenius e Martin Östergren e pubblicò anche il suo primo album da solista: Visor, una raccolta di canti popolari svedesi abbastanza noti in patria riarrangiati da Östergren. Esso si piazzò al quarto posto, restando in classifica per 42 settimane e fu anche considerato uno dei migliori album del 2002. Nello stesso anno continuò la sua carriera d'attrice interpretando Florence nel musical Chess, firmato Benny Andersson, Björn Ulvaeus & Sir. Tim Rice e considerato uno dei migliori e più importanti musical nella storia. Per questo ruolo vinse la "Guldmasken" del 2002, ovvero il Tony Awards svedese.
Nel 2003 uscì il DVD del musical ormai concluso Chess:på svenska. Sempre in quell'anno uscì l'album Genom varje andetag, di Anders Widmark e Helen Sjöholm. Tutte le canzoni sono composte da Widmark ma l'intero album è cantato da Helen. Oltre "Genom varje andetag", canzone dell'omonimo CD, l'album non riscosse particolare successo.
Ormai Helen era considerata una delle migliori cantanti e attrici degli ultimi anni ma solo nella propria patria, all'estero si poteva dire che era semisconosciuta: tutto cambiò nel 2004. Il ritorno nel mondo del cinema fu proprio in quell'anno, interpretando Gabriella in "Så som i himmelen", meglio conosciuto internazionalmente come "As it is in heaven", di Kay Pollak. Il film fu candidato all'Oscar come miglior film straniero ed esso ebbe particolare successo in Australia, Nuova Zelanda, Germania, Paesi Bassi e, ovviamente, Svezia. In Italia il film non è mai stato distribuito. La canzone "Gabriellas sång", cantata da Helen, ebbe moltissimo successo in tutto il mondo e diventò un inno di pace contro il maltrattamento nelle donne. Nella Svensktoppen (la più importante classifica svedese) la canzone restò tra i primi 10 posti per ben 68 settimane (dal 2004 al 2006). Adesso Helen Sjöholm non era più conosciuta solo in Svezia, ma anche in molti altri Paesi del mondo. Sempre nel 2004 uscì il secondo album della Benny Anderssons Orkester, intitolato "BAO!" e anche questa volta le canzoni cantate sono affidate ad Helen e, in "Midnattsdans", in duetto con Kalle Moraeus, membro della band. Il primo singolo estratto dall'album, "Du är min man", ebbe un successo enorme, inaspettato. La canzone entrò nella Svensktoppen l'11 luglio 2004 e vi rimase fino all'8 novembre 2009, di cui 38 settimane al primo posto e le altre 240 tra i primi 5, per un totale di 278 settimane in classifica. Quindi per 5 anni le radio svedesi, come previsto dal regolamento della Svensktoppen, dovettero trasmettere almeno una volta al giorno la canzone. Gli svedesi, quando la canzone lasciò le classifiche, scherzando festeggiando con torta e champagne e inviarono tutte le foto della grande festa ad un programma della conduttrice svedese Carolina Noren. Erik Blix definì "Du är min man" una delle canzoni migliori mai avute in Svezia e che il testo di Ulvaeus suscita delle emozioni veramente forti. Il 2004 è stata una svolta molto importante per Helen, sia in Svezia che nel resto del mondo.
Dopo esser stata invitata alla radio svedese P1 come ospite dell'estate e 2 album con la Benny Anderssons Orkester, il 4 luglio 2009 Helen si esibì a Londra con la Benny Andersson Band (all'estero è conosciuta così) in un concerto gratuito al Hampstead Heath per rappresentare la presidenza svedese nell'Unione Europea. Cantarono successi della BAO, folk tradizionale svedese, Bach, Shostakovich, l'inno dei pub britannici "Roll Out the Barrell", gli ABBA e il vecchio successo "Cadillac" degli Hep Stars. Il 6 luglio uscì il quinto album della Benny Anderssons Orkester, contenente vecchie canzoni del gruppo tradotte in inglese e una nuova chiamata "Story of a heart", omonimo titolo dell'album. Quest'ultima fu suonata il 25 maggio 2009 alla BBC Radio 2 allo spettacolo di Ken Bruce. Significativo per una band popolare svedese.
L'11 giugno 2009 annunciarono che Helen avrebbe eseguito la versione in inglese di "Kristina", una versione da concerto al Carnegie Hall di New York, il 23 e 24 settembre 2009. Come negli anni novanta, Helen interpretò Kristina mentre Karl Oskar il tenore Russell Watson. Questa volta, però, il musical ricevette critiche molto contrastanti tra loro: chi lo definì un capolavoro e chi diceva che c'era bisogno di più lavoro da parte di Andersson nella musica e nei testi di Ulvaeus; forse l'unico vero sbaglio fu il "taglio" del musical, in origine durava più di 4 ore mentre al Canergie Hall solo 2 ore circa, tagliando così molti pezzi essenziali della storia. È anche da ricordare che le traduzioni dallo svedese all'inglese non furono di Ulvaeus, ma di Herbert Kretzmer con approvazione di Björn. Comunque il pubblico accolse molto calorosamente il musical, che ottenne anche una standing ovation di ben 11 minuti in entrambe le serate ed Helen ricevette complimenti dalla critica per l'interpretazione di Kristina (come in passato). "You have to be there" (Du måste finnas) divenne molto popolare negli Stati Uniti. Visto il particolare apprezzamento del popolo americano, decisero di lanciare un anno più tardi la versione live della prima in doppio CD.
Il 18 giugno 2010 Helen fu invitata a cantare al concerto di gala per Victoria e Daniel nella Sala dei Concerti di Stoccolma. In novembre uscì il suo secondo album da solista "Euforia – Helen Sjöholm sjunger Billy Joel", contenente 11 canzoni del musicista, pianista, cantautore e compositore statunitense Billy Joel, interpretate in svedese da Helen Sjöholm. L'album entrò immediatamente nelle classifiche svedesi e raggiunse la posizione numero 6 il 3 dicembre. Alla fine di questo mese ricevette pure un disco d'oro. Come attrice, non si può non ricordare la sua interpretazione nell'opera "Aniara" al Stockholms Stadsteater, in cui interpretò la "Poetessa cieca".
Finito il tour 2011, toccato da 16 date in tutta la Svezia, uscì a giugno "O klang och jubeltid", un nuovo album della Benny Anderssons Orkester. Anche se nella copertina del CD vi sia ancora scritto "Benny Anderssons Orkester med Helen Sjöholm och Tommy Körberg", ormai Helen e Tommy sono considerati membri ufficiali della band, per un totale di 16 elementi. L'album fu considerato "colonna sonora" dell'estate 2011, arrivando alla posizione numero 1 e ricevendo 1 disco d'oro. Per il 9 dicembre 2011 è prevista l'uscita del film "Simon och ekarna", internazionalmente conosciuto come "Simon & the Oaks", in cui Helen interpreterà la madre di Simon.

## Vita privata
Figlia dell'ingegnere Hans Sjöholm e dell'insegnante Marie-Louise Sjöholm Wessblad, Helen attualmente vive a Nacka, nella Gamla Enskede. È sposata dal 26 agosto 2006 con David Granditsky, con cui ha avuto il figlio Ruben il 25 luglio 2007.

## Discografia
Helen finora ha pubblicato 3 album da solista, comunque è da ricordare che ha contribuito con moltissimi artisti: Benny Anderssons Orkester, Myrra Malmberg, Jojje Wadenius, Anders Ekborg ecc. 

### Album da solista
- 2002 – Visor
- 2010 – Euforia – Helen Sjöholm sjunger Billy Joel

### Helen Sjöholm e Anders Widmark
- 2003 – Genom varje andetag

## Filmografia
- 1997 – Anastasia – Anastasia
- 1999 – Där regnbågen slutar (Where the Rainbow Ends)
- 2003 – Chess (på svenska) – Florence
- 2004 – Så som i himmelen (As It Is In Heaven) – Gabriella
- 2006 – Nicke Nyfiken (Curioso Come George) – professoresse
- 2008 – Disco-Daggarna (Disco Worms)
- 2009 – Nicke Nyfiken 2 – Apa på rymmen (Curioso Come George: Caccia alla scimmia) – Maggie
- 2011 – Simon och ekarna (Simon and the Oaks) – Karin Larsson

## Teatro
- 1990 – Trollkarlen från Oz – Dorothy (Sundsvall)
- 1991 – Lilla Dorrit – Amy Dorrit (Enskedespelen)
- 1992 – Elvira Madigan – Hedvig (Malmö Musikteater)
- 1993 – Volpone – ? (Intiman, Malmö)
- 1995–99 – Kristina från Duvemåla – Kristina (Malmö Musikteater 1995–97, Göteborgsoperan 1996, Cirkus 1998–99)
- 1997 – Spelman på taket – Hortel (Malmö Musikteater)
- 1999–2000 – Les Misérables – Fantine (Göteborgsoperan 1999, Malmö Musikteater 2000)
- 2002–03 – Chess – Florence (Cirkus, Stockholm)
- 2003–04 – Chinarevyn – Revydrottning (Chinateatern)
- 2005–06 – Tolvskillingsoperan – Polly Peachum (Stockholms Stadsteater)
- 2008–09 – My Fair Lady – Eliza Doolittle (Oscarsteatern)
- 2010 – Aniara – La Poetessa Cieca(Stockholms Stadsteater)